# Михалово (станция метро)
«Михало́во» (бел. Міхалова) — станция Московской линии Минского метрополитена, расположено между станциями «Петровщина и Грушевка .

## Строительство
Строительство станции началось в 2007 году. Изначально станция проектировалась с двумя входными вестибюлями, оборудованными эскалаторами. В дальнейшем проект станции претерпел изменения, станция была запроектирована на метр ближе к земле, что позволило исключить необходимость установки эскалаторов.
Станции «Грушевка», «Михалово» и «Петровщина» были открыты 7 ноября 2012 года в составе 4-й очереди первой линии Минского метрополитена.

## Конструкция
«Михалово» относится к типу колонной трёхпролётной станции. Название ей дала находившаяся здесь ранее деревня. Отсюда и близкие к природе мотивы оформления — тема холодного заката, материалы интерьера — мрамор, гранит, нержавейка. «Михалово» запроектирована с одним входным вестибюлем, который расположен в самой середине станции.

## Месторасположение
Станция находится на пересечении проспекта Дзержинского и улицы Гурского (Московский район).
На расстоянии одной автобусной остановки к югу от станции расположена одна из крупнейших в Минске пригородных автостанций — «Юго-Западная». От автостанции отправляются автобусы Озерцовского и Брестского направлений, значительная часть рейсов Слуцкого направления, средняя часть — Раковского и небольшая — Заславского направлений. Автобусы всех направлений, кроме Брестского, проезжают через остановку «Станция метро „Михалово“», однако останавливаются на ней только автобусы Озерцовского направления.